# Porí (île grecque)
Pour les articles homonymes, voir Pori.
Porí (en grec Πορί) est une île de la mer de Crète, située entre Cythère et Anticythère. D'une superficie de 0,346 km², elle est inhabitée.